# Hammang Ferenc
Hammang Ferenc (Budapest, 1944. május 20. –) olimpiai bronzérmes, világbajnok kardvívó, edző, sportvezető.
1960-ban a Budapesti Vörös Meteor sportolójaként kezdte a versenyszerű vívást, majd 1965-ben a Budapesti Vasas vívójaként, Mendelényi Tamás olimpiai bajnok kardvívó tanítványa lett. Kard- és párbajtőrvívásban egyaránt versenyzett, de kiemelkedő eredményeket kardvívásban ért el. 
1972-ben, a müncheni olimpia után került be a magyar kardválogatottba. A magyar csapat tagjaként egy olimpiai és négy világbajnoki érmet nyert. Valamennyi jelentős eredményét egyesületében és a válogatottban is, mint csapattag érte el. A moszkvai olimpia után visszavonult a válogatottságtól, majd 1981-ben befejezte a versenyszerű sportolást.
1978-ban a Testnevelési Főiskola Továbbképző Intézetében edzői oklevelet szerzett és visszavonulása után a Vasas vívószakosztályának elnöke lett. 2000-től a karintiai Villachban a helyi vívócsapat, az FKV (Fechtklub Villach) kardozóinak edzője.

## Sporteredményei
- olimpiai 3. helyezett:
  - 1980, Moszkva: csapat (Gedővári Imre, Gerevich Pál, Nébald György, Nébald Rudolf)
- olimpiai 4. helyezett:
  - 1976, Montreal: csapat (Gedővári Imre, Kovács Tamás, Körmöczi Csaba, Marót Péter)
- kétszeres világbajnok:
  - 1973, Göteborg: csapat (Gerevich Pál, Kovács Attila, Kovács Tamás, Marót Péter)
  - 1978, Hamburg: csapat (Gedővári Imre, Gerevich Pál, Nagyházi Zoltán, Nébald György)
- világbajnoki 2. helyezett:
  - 1975, Budapest: csapat (Gedővári Imre, Gerevich Pál, Kovács Tamás, Marót Péter)
- világbajnoki 3. helyezett: 

  - 1977, Buenos Aires: csapat (Gedővári Imre, Gerevich Pál, Kovács Tamás, Marót Péter)
- négyszeres BEK-győztes (1972, 1973, 1976, 1981)
- Tizenegyszeres magyar csapatbajnok (1966, 1967,1969–1973, 1975, 1977, 1978, 1980)